# Civil township
Aux États-Unis, un canton civil (en anglais : civil township) ou simplement une ville (town) en Nouvelle-Angleterre, à New York et au Wisconsin) est un type d'organisation gouvernementale des États-Unis existant dans une vingtaine d'États. Ils sont rattachés à un comté. Les règles et responsabilités varient selon les États. Le bureau du recensement des États-Unis définit les cantons civils comme des divisions civiles mineures.
Bien qu'ils se distinguent des survey townships (en), les frontières des cantons civils coïncident régulièrement avec ces dernières pour certains États où les deux divisions sont présentes. 

## États
En 2012, il y avait 16 360 cantons civils répartis dans les États suivants : 
- Connecticut
- Dakota du Nord
- Dakota du Sud
- Illinois
- Indiana
- Kansas
- Maine
- Massachusetts
- Michigan
- Minnesota
- Missouri
- Nebraska
- New Hampshire
- New Jersey
- New York
- Ohio
- Pennsylvanie
- Rhode Island
- Vermont
- Wisconsin